# Pasqualino Settebellezze
Pasqualino Settebellezze es una película italiana de 1976 escrita y dirigida por Lina Wertmüller y protagonizada por Giancarlo Giannini en su papel principal, Fernando Rey y Shirley Stoler. 

## Argumento
La historia picaresca cuenta la vida de su héroe, Pasqualino "Siete Bellezas" (de ahí el título de la película), durante la Italia fascista. Pasqualino, hijo de una familia napolitana, es confinado en una institución mental por cometer un asesinato en el nombre del honor de la familia, y después de la entrada de Italia en la Segunda Guerra Mundial, puesto en libertad para servir al Regio Esercito en el Frente Oriental. Después de desertar, es capturado por los alemanes y enviado a un campo de concentración.
Pasqualino "sette belleze" (en italiano) es una persona hedonista y con un afán de supervivencia de tal magnitud que comete actos reñidos con el honor y hasta vulnera el valor amistad con tal de salir vivo del campo de concentración al que es enviado junto a su mejor amigo cuando, luego de desertar, son atrapados por un soldado nazi mientras devoran comida hurtada a un par de mujeres en una casa de campo.
Giannini se luce en el papel de Pasqualino junto a un Fernando Rey en plenitud, que encarna a Pedro, un prisionero español de ideología anarquista. Ambos debaten en las literas sobre los beneficios del desorden en vez del orden estricto que impone el régimen nazi pero Pasqualino mantiene su pensamiento de la salvación individual y espera la oportunidad de una brecha para escapar de prisión.
Lo intenta con lo único que sabe hacer: la seducción. Su madre, quien lo cría con indolencia, es quien lo inspira desde sus recuerdos para usar los encantos de una mirada masculina melancólica para llegar al corazón de una mujer, por más fría que sea. Y Pasqualino arriesga el pellejo para conquistar a la directora del penal con esa técnica infalible que siempre utilizó para granjearse su apodo (siete bellezas es porque, según se entiende, él había tenido múltiples admiradoras, novias o amantes en sus años de libertad).
De algún modo lo consigue. Logra quebrar la barrera entre los soldados y esa mujer regordeta de rodete apretado que ordena ejecuciones como si se tratase de matar cucarachas. Llega a su despacho y finalmente mantiene con ella lo que podría definirse como un acto de amor, pero de amor a sí mismo o a la vida que sueña tener el protagonista cuando salga en libertad, porque el momento de contacto físico entre ambos muestra a un Pasqualino asqueado. La directora del campo de concentración consiente el ensayo seductor del prisionero de ojos tristes consciente de que sólo quiere comer y vivir, por lo cual termina poniéndolo ante la peor de las pruebas: lo nombra comisario de su propio pabellón y lo obliga a seleccionar prisioneros para ser ejecutados. Ergo, debe elegir entre sus compañeros para enviarlos a la muerte y evitar así la propia.
Pasqualino cumple con la misión ayudado por sus propios amigos. Las escenas se vuelven más y más desgarradoras hasta que la guerra termina, cae el dominio nazi y la pantalla nos muestra a otro Pasqualino. Gris, canas en sus sienes, se reencuentra con su madre, con la hermana a cuyo amante mató por honor y con la niña adolescente a la que festejaba en sus caminatas matinales con su traje crema e impecable chambergo. Pero la niña es meretriz, igual que su hermana y que todas las mujeres de la comarca. Aun así, el honor ha dejado de ser parte de su escala de valores y sólo la vida y la supervivencia en el sentido más estricto de la palabra son su meta, casi su obsesión. Se produce allí la transfiguración final de Pasqualino, que relata en segundos -con tono marcial, frente a su futura esposa- un porvenir donde la felicidad importa menos que la procreación, donde lo más importante es el hecho de sobrevivir a lo largo del tiempo a través de la descendencia. ¿Será lo más importante?

## Premios
La película fue candidata a los Premios Óscar en las categorías de Mejor actor, Mejor dirección, Mejor película extranjera y Mejor guion original.
- Datos: Q1634805